# Charles Bronson
Charles Bronson (sinh 03/11/1921 – mất 30/08/2003), tên khai sinh Charles Dennis Buchinsky, là một diễn viên Mỹ gốc Ba Lan và Litva và có nguồn gốc nguyên thủy là người Thát Đát.

## Sự nghiệp quân sự
Năm 1943, Charles Broson tham gia không lực Hoa Kỳ trong chiến tranh thế giới thứ 2. Ông tham gia bắn súng máy trên máy bay B29 chống lại quân nhật ở các đảo vào năm 1945 và được trao huân chương.

## Qua đời
Sức khỏe của Charles Bronson yếu dần đi vào những năm đầu thế kỷ 21, ông giải nghệ sau phẫu thuật xương chậu năm 1998. Ông được cho là bị Alzheimer nhưng trong giấy chứng tử không ghi nguyên nhân như vậy mà là do bệnh phì đại cơ tim, ung thư phổi. Ông qua đời vào ngày 30 tháng 8 năm 2003 và được an táng ở nghĩa trang Brownsville tại West Windsor, Vermont, Mỹ.

## Danh mục phim
| Năm  | Tên phim                              | Vai diễn                                                      | Đạo diễn                     | Thể loại          |
| ---- | ------------------------------------- | ------------------------------------------------------------- | ---------------------------- | ----------------- |
| 1951 | The Mob                               | Jack - Longshoreman (không được ghi danh)                     | Robert Parrish               | Crime thriller    |
| 1951 | The People Against O'Hara             | Angelo Korvac (không được ghi danh)                           | John Sturges                 | Crime drama       |
| 1951 | You're in the Navy Now                | Wascylewski (không được ghi danh)                             | Henry Hathaway               | War comedy        |
| 1952 | Bloodhound of Broadway                | Phil Green, aka 'Pittsburgh Philo' (không được ghi danh)      | Harmon Jones                 | Musical           |
| 1952 | Battle Zone                           | Private (không được ghi danh)                                 | Lesley Selander              | War               |
| 1952 | Pat and Mike                          | Henry 'Hank' Tasling (as Charles Buchinski)                   | George Cukor                 | Hài kịch          |
| 1952 | Diplomatic Courier                    | Russian Agent (không được ghi danh)                           | Henry Hathaway               | Mystery thriller  |
| 1952 | My Six Convicts                       | Jocko (as Charles Buchinsky)                                  | Hugo Fregonese               | Comedy drama      |
| 1952 | The Marrying Kind                     | Eddie - Co-Worker at Plant (không được ghi danh)              | George Cukor                 | Comedy drama      |
| 1952 | Red Skies of Montana                  | Neff (không được ghi danh)                                    | Joseph M. Newman             | Adventure         |
| 1953 | Miss Sadie Thompson                   | Pvt. Edwards (as Charles Buchinsky)                           | Curtis Bernhardt             | Musical           |
| 1953 | House of Wax                          | Igor (as Charles Buchinsky)                                   | André de Toth                | Horror            |
| 1953 | Off Limits                            | Russell (không được ghi danh)                                 | George Marshall              | Hài kịch          |
| 1953 | The Clown                             | Eddie, Dice Player (không được ghi danh)                      | Robert Z. Leonard            | Drama             |
| 1953 | Torpedo Alley                         | Submariner (không được ghi danh)                              | Lew Landers                  | Drama             |
| 1954 | Vera Cruz                             | Pittsburgh                                                    | Robert Aldrich               | Western           |
| 1954 | Drum Beat                             | Kintpuash, aka Captain Jack                                   | Delmer Daves                 | Western           |
| 1954 | Apache                                | Hondo (as Charles Buchinsky)                                  | Robert Aldrich               | Western           |
| 1954 | Riding Shotgun                        | Pinto (as Charles Buchinsky)                                  | André de Toth                | Western           |
| 1954 | Tennessee Champ                       | Sixty Jubel aka The Biloxi Blockbuster (as Charles Buchinsky) | Fred M. Wilcox               | B-movie drama     |
| 1954 | Crime Wave                            | Ben Hastings (as Charles Buchinsky)                           | André de Toth                | Crime drama       |
| 1955 | Target Zero                           | Sgt. Vince Gaspari                                            | Harmon Jones                 | War drama         |
| 1955 | Big House, U.S.A.                     | Benny Kelly                                                   | Howard W. Koch               | Crime thriller    |
| 1956 | Jubal                                 | Reb Haislipp                                                  | Delmer Daves                 | Western           |
| 1956 | Have Camera Will Travel               | Reese                                                         | William A. Seiter            | Hài kịch          |
| 1957 | Run of the Arrow                      | Blue Buffalo                                                  | Samuel Fuller                | Western           |
| 1958 | Gang War                              | Alan Avery                                                    | Gene Fowler Jr.              | Drama             |
| 1958 | When Hell Broke Loose                 | Steve Boland                                                  | Kenneth G. Crane             | War               |
| 1958 | Machine-Gun Kelly                     | Machine Gun Kelly                                             | Roger Corman                 | Crime biography   |
| 1959 | Never So Few                          | Sgt. John Danforth                                            | John Sturges                 | War               |
| 1960 | The Magnificent Seven                 | Bernardo O'Reilly                                             | John Sturges                 | Western           |
| 1961 | Master of the World                   | John Strock                                                   | William Witney               | Sci-fi            |
| 1961 | A Thunder of Drums                    | Trooper Hanna                                                 | Joseph M. Newman             | Western           |
| 1962 | X-15                                  | Lt. Col. Lee Brandon                                          | Richard Donner               | Aviation drama    |
| 1962 | Kid Galahad                           | Lew Nyack                                                     | Phil Karlson                 | Musical           |
| 1963 | The Great Escape                      | Danny Tunnel King                                             | John Sturges                 | War               |
| 1963 | 4 for Texas                           | Matson                                                        | Robert Aldrich               | Western comedy    |
| 1965 | Guns of Diablo                        | Linc Murdock                                                  | Boris Sagal                  | Western           |
| 1965 | The Sandpiper                         | Cos Erickson                                                  | Vincente Minnelli            | Drama             |
| 1965 | Battle of the Bulge                   | Wolenski                                                      | Ken Annakin                  | War               |
| 1966 | This Property Is Condemned            | J.J. Nichols                                                  | Sydney Pollack               | Drama             |
| 1967 | The Dirty Dozen                       | Joseph Wladislaw                                              | Robert Aldrich               | War               |
| 1968 | Farewell, Friend                      | Franz Propp                                                   | Jean Herman                  | Crime adventure   |
| 1968 | Villa Rides                           | Rodolfo Fierro                                                | Buzz Kulik                   | War               |
| 1968 | Once Upon a Time in the West          | Harmonica                                                     | Sergio Leone                 | Western           |
| 1969 | Lola                                  | Scott Wardman                                                 | Richard Donner               | Comedy romance    |
| 1969 | You Can't Win 'Em All                 | Josh Corey                                                    | Peter Collinson              | War               |
| 1970 | Rider on the Rain                     | Col. Harry Dobbs                                              | René Clément                 | Mystery thriller  |
| 1970 | Violent City                          | Jeff Heston                                                   | Sergio Sollima               | Thriller          |
| 1971 | Cold Sweat                            | Joe Martin                                                    | Terence Young                | Thriller          |
| 1971 | Someone Behind the Door               | The Stranger                                                  | Nicolas Gessner              | Crime drama       |
| 1971 | Red Sun                               | Link Stuart                                                   | Terence Young                | Western           |
| 1972 | The Valachi Papers                    | Joe Valachi                                                   | Terence Young                | Crime             |
| 1972 | Chato's Land                          | Pardon Chato                                                  | Michael Winner               | Western           |
| 1972 | The Mechanic                          | Arthur Bishop                                                 | Michael Winner               | Thriller          |
| 1973 | The Stone Killer                      | Lou Torrey                                                    | Michael Winner               | Crime drama       |
| 1973 | Chino                                 | Chino Valdez                                                  | John Sturges, Duilio Coletti | Western           |
| 1974 | Mr. Majestyk                          | Vince Majestyk                                                | Richard Fleischer            | Crime drama       |
| 1974 | Death Wish                            | Paul Kersey                                                   | Michael Winner               | Crime thriller    |
| 1975 | Breakheart Pass                       | Deakin                                                        | Tom Gries                    | Western adventure |
| 1975 | Breakout                              | Nick Colton                                                   | Tom Gries                    | Adventure drama   |
| 1975 | Hard Times                            | Chaney                                                        | Walter Hill                  | Drama             |
| 1976 | From Noon Till Three                  | Graham                                                        | Frank D. Gilroy              | Western comedy    |
| 1976 | St. Ives                              | Raymond St Ives                                               | J. Lee Thompson              | Crime drama       |
| 1977 | Raid on Entebbe                       | Brig. Gen. Dan Shomron                                        | Irvin Kershner               | Drama             |
| 1977 | The White Buffalo                     | Wild Bill Hickok (James Otis)                                 | J. Lee Thompson              | Western           |
| 1978 | Telefon                               | Major Grigori Bortsov                                         | Don Siegel                   | Spy               |
| 1979 | Love and Bullets                      | Charlie Congers                                               | Stuart Rosenberg             | Crime drama       |
| 1980 | Borderline                            | Jeb Maynard                                                   | Jerrold Freedman             | Drama             |
| 1980 | Caboblanco                            | Gifford Hoyt                                                  | J. Lee Thompson              | Drama             |
| 1981 | Death Hunt                            | Albert Johnson                                                | Peter R. Hunt                | Crime adventure   |
| 1982 | Death Wish II                         | Paul Kersey                                                   | Michael Winner               | Crime drama       |
| 1983 | 10 to Midnight                        | Leo Kessler                                                   | J. Lee Thompson              | Crime thriller    |
| 1983 | The Evil That Men Do                  | Holland / Bart Smith                                          | J. Lee Thompson              | Thriller          |
| 1985 | Death Wish 3                          | Paul Kersey                                                   | Michael Winner               | Crime drama       |
| 1986 | Murphy's Law                          | Jack Murphy                                                   | J. Lee Thompson              | Thriller          |
| 1986 | Act of Vengeance                      | "Jock" Yablonski                                              | John Mackenzie               | Crime drama       |
| 1987 | Assassination                         | Jay Killion                                                   | Peter R. Hunt                | Thriller          |
| 1987 | Death Wish 4: The Crackdown           | Paul Kersey                                                   | J. Lee Thompson              | Crime drama       |
| 1988 | Messenger of Death                    | Garret Smith                                                  | J. Lee Thompson              | Crime thriller    |
| 1989 | Kinjite: Forbidden Subjects           | Lieutenant Crowe                                              | J. Lee Thompson              | Drama             |
| 1991 | The Indian Runner                     | Mr. Roberts                                                   | Sean Penn                    | Drama             |
| 1991 | Yes, Virginia, There Is a Santa Claus | Francis Church                                                | Charles Jarrott              | Drama             |
| 1993 | The Sea Wolf                          | Capt. Wolf Larsen                                             | Michael Anderson             | Adventure         |
| 1993 | Donato and Daughter                   | Sgt. Mike Donato                                              | Rod Holcomb                  | Drama             |
| 1994 | Death Wish V: The Face of Death       | Paul Kersey                                                   | Allan A. Goldstein           | Thriller          |
| 1995 | A Family of Cops                      | Paul Fein                                                     | Ted Kotcheff                 | Thriller          |
| 1997 | Family of Cops 2                      | Paul Fein                                                     | David Greene                 | Crime drama       |
| 1999 | Family of Cops 3                      | Paul Fein                                                     | Sheldon Larry                | Drama             |